# 王宇辉
王宇辉，中华人民共和国政治人物。
担任中国新民主主义青年团中央委员、青年团川南区工作委员会书记。1954年，当选第一届全国人民代表大会代表。